# 天主教韋爾吉內山自治會院區
天主教韋爾吉內山自治會院區（拉丁語：Abbatia Territorialis Montisvirginis）是天主教在義大利一個自治會院區，屬貝內文托總教區。此自治會院區是天主教會現存的十一個自治會院區之一。因藏有黑聖母聖像而成為朝聖地。
會院始於1126年，由韋爾切利的聖威廉所建。自治會院區於1879年8月8日成立，原來由自治會院區轄下的九個堂區於2005年5月15日起被轉到阿韋利諾教區。
自治會院區位於坎帕尼亞阿韋利諾省梅爾科利亞諾的韋爾吉內山（聖母山），2007年時有16,500名教友（佔轄區總人口95.5%）、一個堂區和十六名司鐸。現任院長為利則·路加·瓜里利亞，榮休院長為享伯·伯達·帕盧齊。